# Jean Dumont (historien)
Pour les articles homonymes, voir Jean Dumont et Dumont.
Jean Dumont est un historien français, né à Lyon le 10 octobre 1923 et mort le 4 juillet 2001 à Versailles, spécialiste de l'histoire de l'église catholique et de l'histoire hispanique des XVe et XVIe siècles.

## Biographie
Jean Dumont a étudié philosophie à l'université de Lyon, ainsi que le droit à Paris. Jean Dumont a été éditeur aux éditions Amiot-Dumont de 1947 à 1959 date de son rachat par les Presses de la Cité, ainsi qu'aux éditions Grasset, François Beauval, Club des Amis du Livre et Famot.

## Publications[4]
- Erreurs sur le "Mal Français", ou le trompe-l'oeil de M. Peyrefitte, Editions Vernoy, 1979
- L'Église au risque de l'histoire, Éditions de Paris, 1984 (réédité en 2002 avec une préface de Pierre Chaunu)
- Lepante, l'histoire étouffée, Critérion, 1997
- La vraie controverse de Valladolid. Premier débat des droits de l'homme, Critérion, juin 1995
- L'heure de Dieu sur le Nouveau monde, Fleurus, 1994
- L'incomparable Isabelle la Catholique, Critérion, 1992
- Petit voyage en théomarxie - bref examen critique de "Théo", la "nouvelle encyclopédie catholique", Bagneux, 1990
- La Révolution française ou Les prodiges du sacrilège, Critérion, 1984
- Pourquoi nous ne célèbrerons pas 1789, Argé, 1987 (prix Renaissance des lettres 1989[5])

### Contribution
- Relations des survivants du naufrage de La Méduse (préf. Jean Dumont), Paris, Éd. F. Beauval, 1969, 328 p., in-8°.